# Chrosiothes jenningsi
Chrosiothes jenningsi là một loài nhện trong họ Theridiidae.
Loài này thuộc chi Chrosiothes. Chrosiothes jenningsi được miêu tả năm 1995 bởi Piel.